# 弗魯特蘭 (伊利諾伊州)
弗魯特蘭（英語：Fruitland）是位於美國伊利諾伊州羅克艾蘭縣的一個非建制地區。該地的面積和人口皆未知。

## 地理
弗魯特蘭的座標為41°23′13″N 90°45′50″W / 41.38694°N 90.76389°W，而該地的平均海拔高度為177米（即581英尺）。